# Януш Левандовський
Януш Антоній Левандовський (пол. Janusz Antoni Lewandowski; нар. 13 червня 1951, Люблін, Польща) — польський політичний діяч і економіст, член Громадянської платформи. З 2004 року депутат Європарламенту VI, VII, VIII скликання.

## Освіта
Навчався в Гданському університеті, де вивчав економіку, в 1974 році захистив магістерську дисертацію, в 1984 року — докторську.

### Мови
Окрім рідної польської, досконало знає англійську і німецьку мови, на базовому рівні володіє французькою.

## Професійна кар'єра
- 1974–1984 — доцент кафедри міжнародної торгівлі і морського транспорту в Університеті Гданська.
- 1984–1991 — праця у сфері морських перевезень, наприкінці 80-х деякий час викладав у Гарвардському університеті. Паралельно був економічним радником «Солідарності».

## Політична кар'єра
- Січень — грудень 1991 — міністр приватизації.
- Листопад 1991 — вересень 1993 — член парламенту, голова парламентського комітету з питань приватизації (грудень 1991 — липень 1992).
- Липень 1992 — жовтень 1993 — міністр приватизації.
- Вересень 1997 — жовтень 2001 — член парламенту, заступник голови Комітету з державного казначейству та приватизації.
- Жовтень 2001 — червень 2004 — член парламенту, заступник голови парламентського комітету з євроінтеграції.
- Квітень 2003 — квітень 2004 — спостерігач Європейського парламенту (Комітет з промисловості, зовнішньої торгівлі, досліджень та енергетики).
- Травень — червень 2004 — член Європейського парламенту 5-го скликання (Комітет з промисловості, зовнішньої торгівлі, досліджень та енергетики).
- Липень 2004 — січень 2007 — член Європейського парламенту 6-го скликання (Комітеті з бюджету — голова).
- Січень 2007 — липень 2009 — член Європейського парламенту 6-го скликання (Комітеті з бюджету — заступник голови).
- Липень 2009 — лютий 2010 — член Європейського парламенту 7-го скликання (Комітет з бюджету).
- Лютий 2010 — липень 2014 — Європейський комісар з питань бюджету і фінансового програмування
- Липень 2009 — лютий 2010 — член Європейського парламенту 7-го скликання (Комітет з бюджету).
- Липень 2014 — член Європейського парламенту 8-го скликання.

## Інші види діяльності
- Жовтень 1993 — даний час — голова опікунської ради Гданського інституту ринкової економіки.

## Родина
Одружений, має дочку.